# Леопольд Баварський
Леопольд Баварський, повне ім'я Леопольд Максиміліан Йосип Марія Арнульф фон Віттельсбах (нім. Leopold Maximilian Josef Maria Arnolph von Wittelsbach, 9 лютого 1846, Мюнхен — 28 вересня 1930, Мюнхен) — принц баварський, німецький військовий діяч. Генерал-фельдмаршал Баварії і Німецької імперії.

## Біографія
Син принца-регента Луїтпольда Баварського (1821—1912) і австрійської ерцгерцогині і тосканської принцеси Августи Фердинанди Габсбург (1825—1864). Молодший брат короля Баварії Людвіга ІІІ, дядя Рупрехта. 20 квітня 1873 році одружився в Відні з ерцгерцогинею Ґізелою, старшою дочкою австрійського імператора Франца-Йосифа I та імператриці Єлизавети.

### Претендент на престол
Згідно з грецькою конституцією 1843 року, вважався одним зі спадкоємців грецького короля Оттона. Конституція забороняла королю бути правителем іншої країни. У зв'язку цим старший брат Леопольда, Людвіг, зрікся всіх своїх прав на грецький престол. Після чого Леопольд став основним претендентом на грецьку корону. Після смерті право на престол Греції було успадковано його старшим сином Георгом.
5 листопада 1916 року Польські Легіони мали оголосити в Варшаві Леопольда королем Польщі. З політичних поглядів, Польські Легіони скерували не у Варшаву, а на іншу ділянку фронту.

### Військова кар'єра
Розпочав військову службу в 6-му єгерському батальйоні баварської армії 28 листопада 1861 року в чині лейтенанта. Під час Австро-пруської війни 1866 року командував артилерійською батареєю 3-го артилерійського полку. В чині гауптмана з 28 квітня 1867 року. На Франко-пруській війні командував 4-й батареєю 3-го артилерійського полку. Брав участь в боях за Седан і Бове. 11 грудня 1870 року отримав чин майора. З 27 березня 1871 року в чині підполковника. 18 лютого 1873 підвищений до чину полковника, став командиром 1-го баварського кірасирського полку. 1 листопада 1875 отримав чин генерал-майора і призначення на посаду командира 1-й баварської кавалерійської бригади. З 16 червня 1881 командир 1-й баварської дивізії в чині генерал-лейтенанта. З 2 березня 1887 — генерал від інфантерії, командир I баварського армійського корпусу. З 1892 генерал-інспектор 4-й армійської інспекції. Генерал-полковник з 9 лютого 1896 року. Генерал-фельдмаршал баварської армії з 1 січня 1905 року. У березні 1913 вийшов у відставку.

#### Перша світова війна
З осені 1914 року стає номінальним командиром 9-ї армії. На дійсну службу повернувся 16 квітня 1915 і замінив генерала Августа фон Макензена на посту фактичного командира армії. До того часу армія вела важкі бої в околиці Лодзі. 4 серпня 1915 війська під його командуванням зайняли Варшаву. 20 серпня 1915 року здобуває фортецю Модлін. Після цього був призначений командиром німецько-австро-угорської групи армій «Принц Леопольд Баварський». Під його командуванням німецькі війська здобувають 18 серпня 1915 фортецю в Ковно, 26 серпня 1915 фортецю в Бересті. Успішно керував її діями при спробі прориву позицій армії військами російського Західного фронту під Барановичами в червні-вересні 1916 в Барановицькій операції. Після того, як був стриманий Брусиловський прорив, 29 серпня 1916 змінив Пауля фон Гінденбурга на посаді Верховного головнокомандувача німецькими і австро-угорськими військами на Східному фронті (Oberbefehlshaber Ost (Ober-Ost). Займав цей пост до закінчення війни. Йому підпорядковувались також війська на румунському фронті. За наказом командування в 1917 році припинив активні дії на фронті. Окопи російських військ закидали листівками за його підписом, в яких солдатів закликали замиряться з німецькими солдатами, опублікувати секретні договори між Росією, Англією і Францією, не довіряти російським офіцерам.

#### Берестейський мир

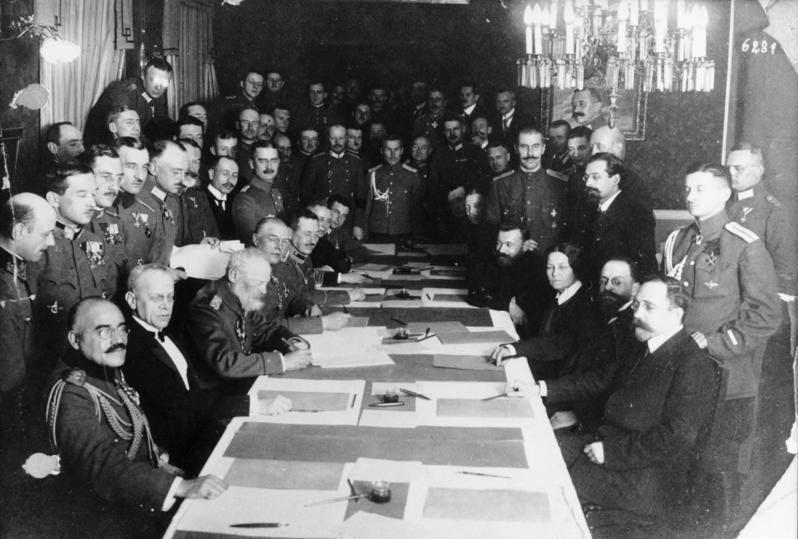
Леопольд Баварський підписує договір про перемир'я, 15 грудня 1917

15 грудня 1917 року підписав договір про перемир'я з представниками Раднаркому РСФРР. Принц Леопольд прийняв у своїй штаб-квартирі неофіційну делегацію Центральної Ради у складі: Микола Левитський, Олександр Севрюк, штабс-капітан Юрій Гасенко. В приватних розмовах, учасниками яких були українські делегати і Макс Гофман, визнав, що Німеччина не отримувала інформації про проголошення УНР, цікавився станом української армії. Очолював німецьку делегацію на мирних переговорах. Його участь обмежилась офіційним привітанням від імені господарів. Після зриву 18 лютого 1918 року більшовиками мирних переговорів віддав наказ про наступ. Від імені Німецької імперії 3 березня 1918 підписав Берестейський мирний договір з РСФРР.

### Життя у післявоєнний час
Після підписання Берестейського миру передав командування начальнику штабу Максу Гофману. 11 січня 1919 вийшов у відставку. Жив як приватна особа. Смерть Курта Ейснера спровокувала анархо-комуністичну революцію в Баварії і створення Баварської Радянської Республіки. З початком революції Леопольд Баварський з родиною виїхали на чотири місяці за кордон. Жив в Мюнхені.

## Родина

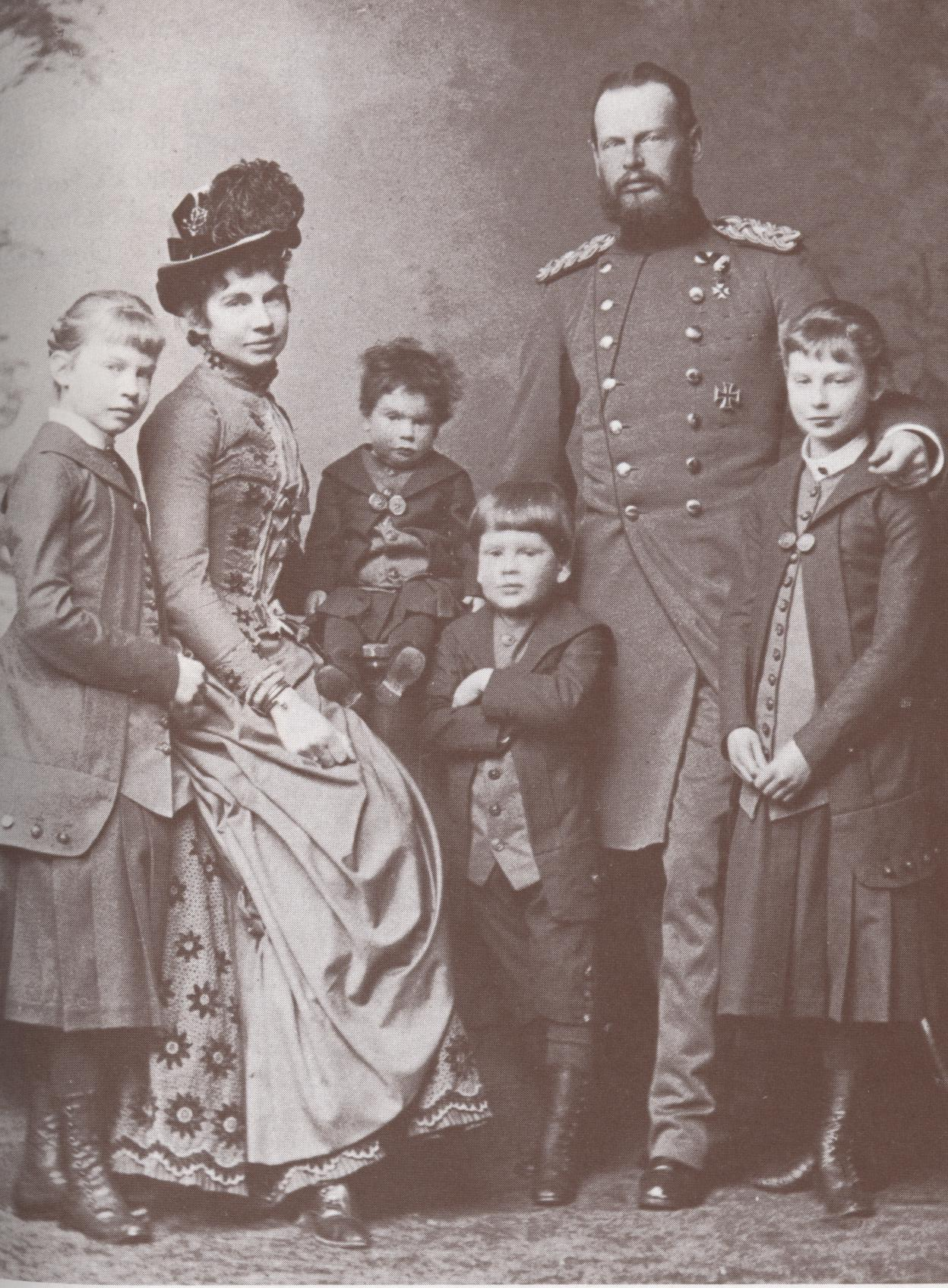
Леопольд із родиною, 1885

Дружина — Гізела, ерцгерцогиня Австрійська, старша дочка імператора Франца-Йосифа I.
Діти:
- Єлизавета Марія (1874—1957) — дружина графа Отто Людвіга Філіпа фон Зіфріда, мала п'ятьох доньок та сина.
- Августа Марія (1875—1964) — дружина ерцгерцога Йосипа Августа.
- Георг (1880—1943) — принц Баварський. Кавалер Ордену Золотого Руна. Чоловік герцогині Ізабелли Австрійської. Нащадків не залишив.
- Конрад (1883—1969) — принц Баварський. Кавалер Ордену Золотого Руна. Чоловік принцесі Бони Маргарити Савойської-Генуезької, мав сина та доньку.

## Нагороди

### Нагороди німецьких держав
- Орден Альберта Ведмедя, великий хрест (Ангальтське герцогство)
- Орден Вірності (Велике герцогство Баденське), великий хрест
- Орден Бертольда I, великий хрест (Велике герцогство Баденське)
- Ганзейський Хрест (Гамбург, Бремен і Любек)
- Орден Генріха Лева, великий хрест (Брауншвейг-Люнебурзьке герцогство)
- Хрест «За військові заслуги»  (Брауншвейг-Люнебурзьке герцогство)
- Орден дому Саксен-Ернестіне, великий хрест
- Орден Людвіга Гессенського, великий хрест
- Хрест «За військові заслуги» (Гессен)
- Військовий хрест за героїчний вчинок (Ліппе-Детмольд)
- Хрест «За військові заслуги» (Ліппе)
- Орден Вендської корони, великий хрест (Велике герцогство Мекленбург-Шверінське)
- Хрест «За військові заслуги» (Мекленбург-Шверін)
- Орден Рутової корони (Саксонське королівство)
- Військовий орден Святого Генріха, командор 1-го класу (Саксонське королівство)
- Медаль «За військові заслуги» (Шаумбург-Ліппе)
- Орден Білого Сокола, великий хрест (Велике герцогство Саксен-Веймар-Айзенаське)
- Орден Вюртемберзької корони, великий хрест

#### Нагороди Баварії
- Пам'ятний військовий хрест 1866
- Орден Святого Губерта
- Орден Святого Георга (Баварія), другий великий пріор
- Військовий орден Максиміліана Йозефа
  - лицарський хрест (1871)
  - великий хрест (1915)
- Орден «За заслуги» (Баварія), великий хрест з мечами
- Орден Людвіга (Баварія), почесний хрест
- Медаль Святого Георга (Баварія)
- Медаль принца-регента Луїтпольда з короною

#### Нагороди Пруссії
- Орден Чорного орла
- Орден Червоного орла, великий хрест з мечами
- Залізний хрест 2-го і 1-го класу зразка 1870 року
- Пам'ятна військова медаль за кампанію 1970-71
- Королівський орден дому Гогенцоллернів, великий командор
- Князівський орден дому Гогенцоллернів, почесний хрест 1-го класу
- Хрест «За вислугу років» (Пруссія)
- Застібка «25» до Залізного хреста 2-го класу зразка 1914 року (1895)
- Столітня медаль (1897)
- Медаль Червоного Хреста (Пруссія) 1-го класу з військовою відзнакою
- Застібка до Залізного хреста 2-го класу зразка 1870 року (3 січня 1915)
- Pour le Mérite з дубовим листям
  - орден (9 серпня 1915)
  - дубове листя (25 липня 1917)
- Великий хрест Залізного хреста зразка 1914 року (4 березня 1918)

### Іноземні нагороди
- Орден Леопольда I, великий хрест (Бельгія)
- Вищий орден Святого Благовіщення (Італія)
- Орден Золотого лева Нассау, великий хрест (Люксембург)
- Орден князя Данила I, великий хрест (Чорногорія)
- Орден Вежі й Меча, великий хрест (Португалія)
- Орден Зірки Румунії, великий хрест
- Орден Карлоса III, великий хрест (Іспанія)
- Королівський Вікторіанський орден, великий хрест (Британська імперія)

#### Нагороди Австро-Угорщини
- Орден Золотого руна
- Королівський угорський орден Святого Стефана, великий хрест
- Хрест «За військові заслуги» (Австро-Угорщина) 1-го класу з військовою відзнакою
- Вища медаль «За військові заслуги» (Австро-Угорщина)
- Відзнака «За заслуги перед Червоним Хрестом» 1-го класу з військовою відзнакою
- Ювілейна пам'ятна медаль 1898
- Ювілейний хрест

#### Нагороди Сербії
- Орден Білого Орла (Сербія), великий хрест
- Орден Таковського хреста, великий хрест

#### Нагороди Османської імперії
- Орден Слави (Османська імперія), великий командор
- Золота медаль «Імтияз» із шаблями
- Галліполійська зірка